# مالكوم كاولي
مالكوم كاولي (بالإنجليزية: Malcolm Cowley)‏ (24 أغسطس 1898، مقاطعة كامبريا في الولايات المتحدة - 27 مارس 1989، نيو ميلفورد في الولايات المتحدة)؛ كاتب، صحفي وروائي أمريكي. درس في جامعة هارفارد.

## روابط خارجية
- مالكوم كاولي على موقع الموسوعة البريطانية (الإنجليزية)
- مالكوم كاولي على موقع مونزينجر (الألمانية)
- مالكوم كاولي على موقع إن إن دي بي (الإنجليزية)